# Gudensberg
Gudensberg är en stad i Schwalm-Eder-Kreis i Regierungsbezirk Kassel i förbundslandet Hessen i Tyskland.
De tidigare kommunerna Deute, Dissen, Dorla, Gleichen, Maden och Obervorschütz  uppgick i Gudensberg 31 december 1971.